# Xã Bloomington, Quận Muscatine, Iowa
Xã Bloomington (tiếng Anh: Bloomington Township) là một xã thuộc quận Muscatine, tiểu bang Iowa, Hoa Kỳ. Năm 2010, dân số của xã này là 24.165 người.